# Peter Dumbreck
Peter Dumbreck (Kirkcaldy, 13 de outubro de 1973) é um automobilista britânico.

## Carreira
Campeão da Fórmula Vauxhall Júnior em 1994, Dumbreck venceu a categoria principal em 1996 e também disputou provas de Fórmula 3 Britânica, Fórmula 3 Japonesa e Fórmula Nippon até 1999, quando migrou para os carros de turismo, onde competiu na maior parte de sua carreira.
No DTM, obteve 2 vitórias, 11 pódios e 2 poles em 5 temporadas, além de ter participado da Super GT em 1998 e entre 2005 e 2006. Nas 24 Horas de Le Mans, foram 6 participações - um terceiro lugar na classe LMGTE-Pro em 2013 (17º lugar no geral, pilotando um Aston Martin Vantage GT2 em parceria com Darren Turner e Stefan Mücke), e uma sexta posição em 2012, juntamente com David Brabham e Karun Chandhok, foram seus melhores resultados na tradicional prova. Em sua primeira participação, Dumbreck sofreu um violento acidente quando seu Mercedes-Benz CLR decolou a 300 km/h e caiu fora da pista, parando entre várias árvores. Embora o britânico escapasse ileso, a equipe retirou-se da prova - antes, o australiano Mark Webber tinha sofrido 2 acidentes parecidos.
Em 2017, bateu o recorde de volta no traçado antigo de Nürburgring (Nürburgring Nordschleife) pilotando o supercarro elétrico NIO EP9, obtendo o tempo de 6 minutos, 45 segundos e 90 milésimos.

## Links
- Site oficial (em inglês)